# Istrate Micescu
Istrate Micescu (ur. 22 maja 1881 w Ploeszti, zm. 22 maja 1951 w Aiudzie) – rumuński prawnik, polityk i dyplomata, minister spraw zagranicznych (1937-1938), minister sprawiedliwości (1939-1940).

## Życiorys
Był drugim z pięciorga dzieci profesora Uniwersytetu Bukareszteńskiego Nicolae Micescu i Marii z d. Rădulescu. Podjął studia prawne i filologiczne na Uniwersytecie Bukareszteńskim, ale po jednym semestrze wyjechał na studia prawnicze w Paryżu, które w 1906 ukończył obroną pracy doktorskiej. Po powrocie do kraju pracował w Izbie Adwokackiej w Argeș, a następnie w Ilfovie. W 1907 przeniósł się do Bukaresztu. Od roku 1912 prowadził zajęcia z filozofii prawa i prawa cywilnego dla studentów Uniwersytetu Bukareszteńskiego. W czasie I wojny światowej walczył w armii rumuńskiej, w stopniu porucznika, w bitwie pod Mărășești został ranny.
W 1918 wstąpił do Partii Narodowo-Liberalnej, a w 1920 uzyskał mandat do parlamentu, w którym zasiadał przez kolejne trzy kadencje. W 1931 został wybrany wiceprzewodniczącym parlamentu. Był postacią znaną na arenie międzynarodowej, reprezentując Rumunię w czasie obrad Małej Ententy.
Po wyborach 1937 związał się z grupą Octaviana Gogi i wszedł do rządu jako minister spraw zagranicznych. Po ustanowieniu dyktatury królewskiej w Rumunii w lutym 1938 mianowany członkiem Najwyższej Rady Narodowej, a następnie ministrem sprawiedliwości w rządzie Gheorghe Tătărescu (1939-1940). Był uznawany za autora projektu konstytucji z 1938.
Na posiedzeniu Izby Adwokackiej w Bukareszcie (7 lutego 1937), któremu przewodniczył Micescu, zebrani prawnicy zdecydowali, aby nie przyjmować do Izby prawników pochodzenia żydowskiego. Po przejęciu władzy przez komunistów pozbawiony prawa wykonywania zawodu, a następnie aresztowany. 1 lipca 1948 Sąd w Bukareszcie skazał go na 20 lat więzienia. Zmarł w czasie odbywania kary w więzieniu Aiud, w wyniku zakażenia po wykonanej przez jednego z więźniów operacji prostaty.
Był trzykrotnie żonaty, miał troje dzieci.